# San Cataldo (Palermo)
A palermói Szent Cataldo-templom  egy kicsi (nagyjából 9,5 m x 13 m), majdnem kocka formájú puritán épület, minden homlokzatán három-három nagyon vékony bolthajtásba foglalt magas ablakkal, a főhajó felett három, félgömb alakú piros kupolával és a két oldalhajó felett, amelyeket 4-4 oszlop tart, keresztboltozattal. A bolthajtások és kupolák kidolgozottsága bizánci stílusú építészeket feltételez. Az iszlám mesterek által készített padló a bizánci tradíciók újraértelmezését mutatja.

## Története
A Szent Cataldo-templomot 1154 és 1160 között Maione di Bari I. Vilmos admirálisa építtette palotája részeként mint magán templomot. Maione halálát követően minden birtokát, így palotájával együtt a templomot is I. Vilmos elkobozta a családtól és Szilveszter Marisco hercegnek ajándékozta. Ezt támasztja alá a Marisco herceg 1161-ben meghalt Matilda lányának síremléke, ami most is látható a templomban. 1176-ban Szilveszter Marisco halálát követően a Marisco család a palotát a templommal együtt eladta II. Vilmosnak, aki 1182-ben a komplexumot a Monrealei kolostornak ajándékozza. 
1787-ben a palotát és a templomot a Monrealei érsektől megvásárolta III. Ferdinánd, és itt helyezte el a királyi postát. A posta a 19. század végén új épületet kapott. Ekkor a palotát lebontották és helyén kialakították a Bellini teret.
A tér kialakításával egy időben a palota udvarán álló templom napvilágra került. 1882-85 között Giuseppe Patricolo vezetésével a templomot teljes felújították, visszaállították 12. századi állapotára, eltávolítottak minden későbbi hozzáépítést és díszítést. A templom a Palermói érsekség Szakrális múzeumának a tulajdona. Kezelője és fenntartója a Jeruzsálemi Szent Sír Lovagrend. 

## Az épület

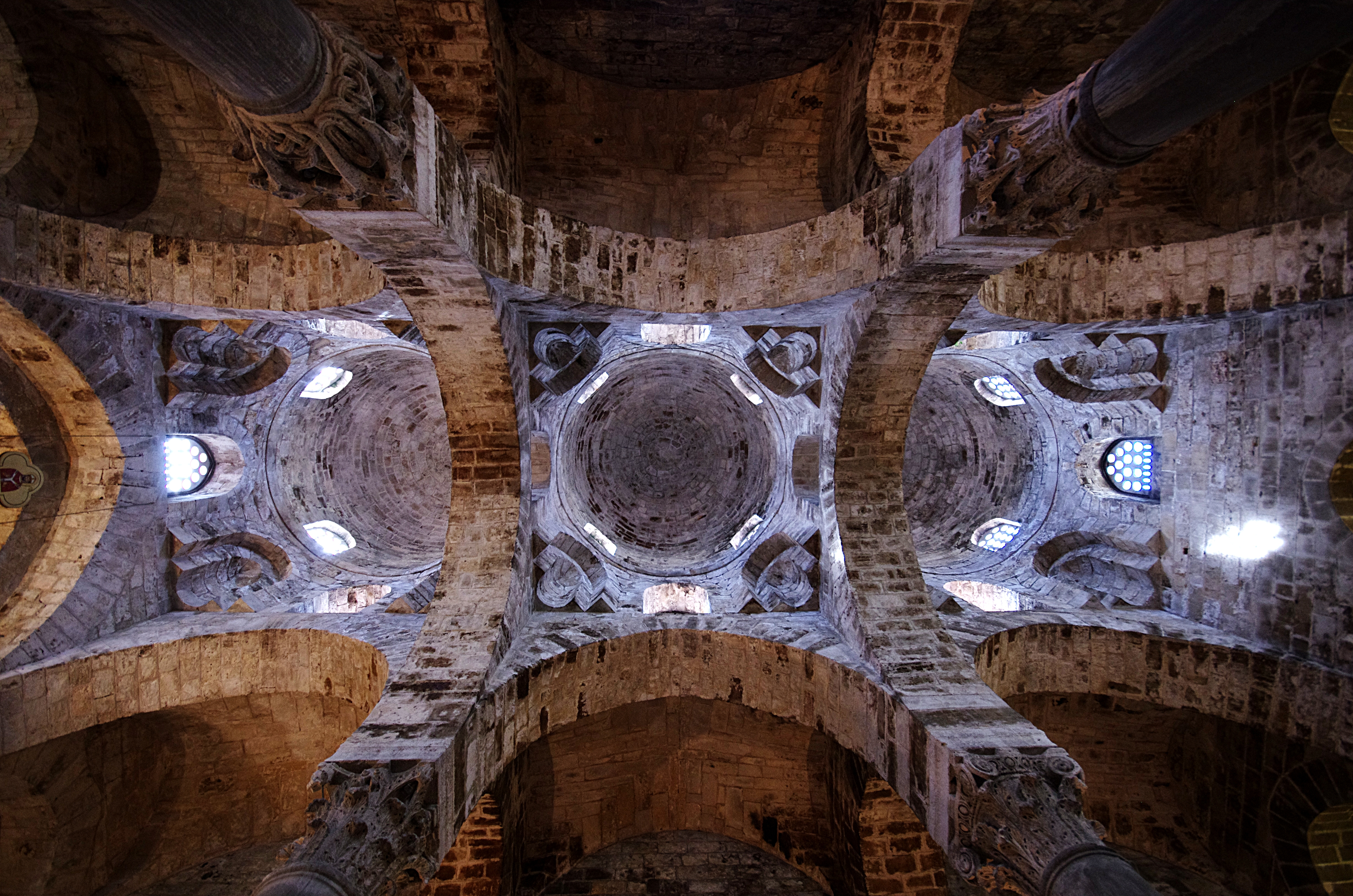
A Szent Cataldo-templom kupolái

Az épület félépítése három hajóval, kiemelkedő presbitériummal és zárt bejárati résszel a Palatinus kápolna alaprajzát idézi. A szentély megoldása azonban lényegesen eltér attól. A keleti falból csak a középső hajó apszisa domborodik ki, megbontva a rideg, zárt téglatestet. A két oldalhajót csak a fal mélységébe ágyazódó apszisok zárják le. A Szent Cataldo templom különlegessége a hajók ritmusából adódó térérzet. Ezt a középen elhelyezkedő, 4 oszloppal meghatározott centrális tér biztosítja. Az épületen 2 egymásra helyezett dobon három kupola található. Az első dob kerek, a második folyamatos és egyenesekkel lezárt. Ez minden kupola dobjának végül nyolcszögletű formát ad. A keresztboltozatú oldalhajók alacsonyabbak. Ennek a megoldásnak köszönhetően a három kupola karcsún emelkedik az egyébként rideg épület fölé. A Szent Cataldo kupoláinak kompozíciója a Bari környékén a 11. században épült bencés monostorok, például a conversanoi Szent Benedek katedrálisra emlékeztet.

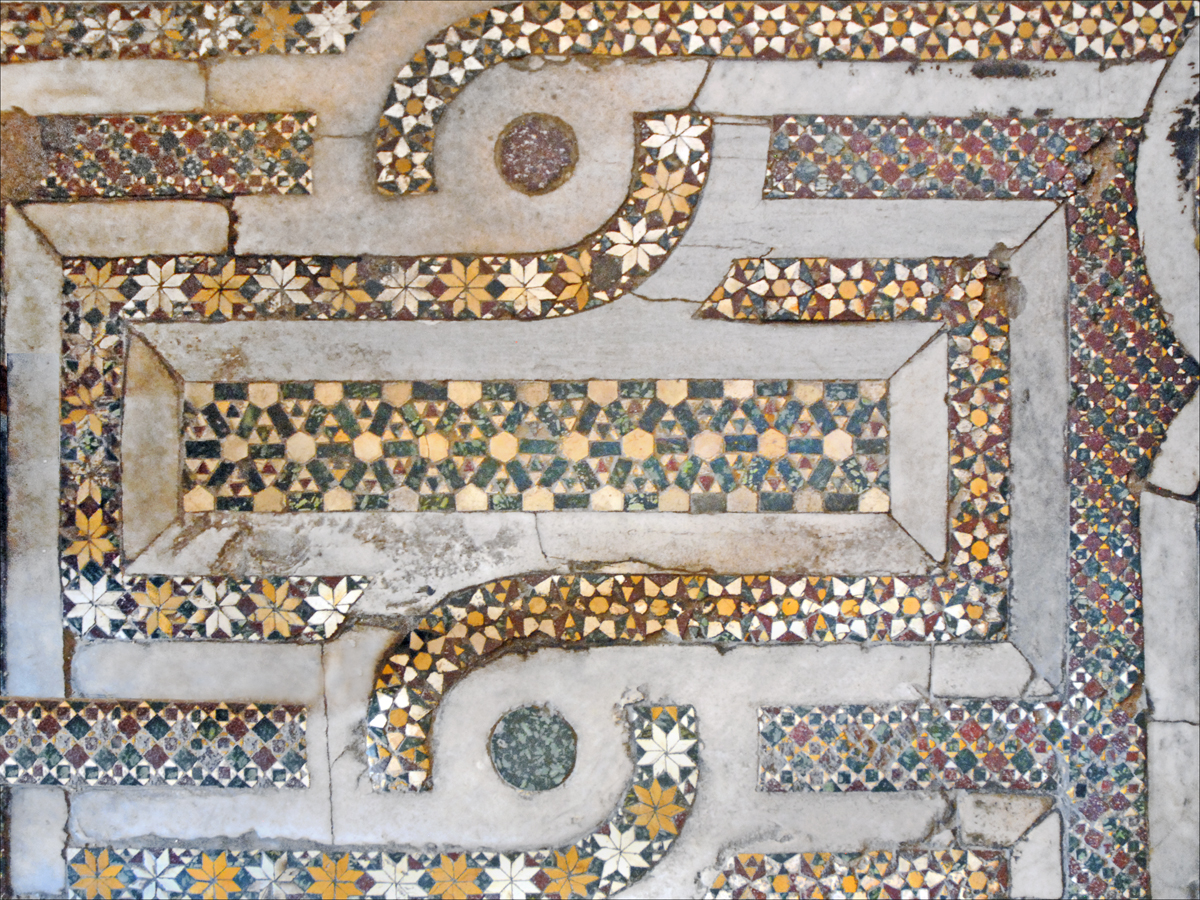
mozaik részlet

A szicíliai norman stílus újdonsága alapvetően a padlómozaikon jelenik meg. Nemcsak szerkezetében, hanem a különböző panelok elrendezésében és abban, hogy a templom padlójának teljes felületét borítja. Az újdonság érzékelhető a központi ötös kötésben, a kompozíciók alátámasztásában, a plafonnal való összhangban, a körökben és nyolcszögekben, amelyek visszhangozzák a kupolák és a kupolák alatti dobok szerkezetét. Ezzel együtt kihangsúlyozza a templom alaprajzának centrális jellegét. Az oldalhajók padozatát két-két egyforma és szimmetrikus mozaikpanellel fedi. Az egyik egy stilizált, kristályosan összefűzött nyolcágú csillag, a másik 3 ötös kötés, amiket egy egymásba hatoló márvány szalag fog össze. Az utóbbi egyszerre biztosítja a folytonosságot és a zártságot. A padlón jól megfigyelhető az bizánci világból ismert motívumoknak és az iszlám kultúrának a szimbiózisa. Ennek a legszebb példája a bejárat mozaikpadlójának hatszögekkel keretezett nyolcágú csillaga. Ennek a mozaiknak a kompozíciója a végtelen princípiumát jeleníti meg.